# Джони Инглиш се завръща
„Джони Инглиш се завръща“ (на английски: Johnny English Reborn) е британско-американска комедия от 2011 г. на режисьора Оливър Паркър. Продължение е на филма „Джони Инглиш“ от 2003 г. Главната роля отново се изпълнява от Роуън Аткинсън.

## Сюжет
Внимание:  Текстът по-долу разкрива сюжета на произведението (или части от него)!
Тайният агент Джони Инглиш е изпратен на мисия в Мозамбик, но мисията се обърква и президентът на Мозамбик е убит. Инглиш отива в манастир в планините на Тибет и се крие там от всички от срам, като същевременно изучава тайните на тибетските монаси. Пет години по-късно британското разузнаване MI7 отново се нуждае от Инглиш, тъй като престъпната група „Вартекс“ планира да убие китайския премиер и само агент Инглиш може да спре злодеите.

## Актьорски състав
| Актьор            | Роля                                                                      |
| ----------------- | ------------------------------------------------------------------------- |
| Роуън Аткинсън    | Джони Инглиш – британски таен агент                                       |
| Джилиън Андерсън  | Памела „Пегас“ Торнтън – ръководителят на MI7                             |
| Доминик Уест      | Саймън Амброуз – агент на MI7 и стар приятел на Инглиш                    |
| Розамунд Пайк     | Катрин „Кейт“ Съмнър – поведенческият психолог в MI7 и любовта на Инглиш. |
| Даниел Калуя      | Колин Тъкър – агент на MI7, който става помощник на Инглиш                |
| Ричард Шиф        | Тайтъс Фишър – бивш агент на ЦРУ                                          |
| Тим Макинърни     | Пач Куотърмейн – интендант на MI7                                         |
| Пик-Сен Лим       | китайския чистач-убиец                                                    |
| Стивън Кембъл Мур | Министър-председател на Обединеното кралство                              |
| Бърн Горман       | Слейтър – експерт по разузнаването на MI7                                 |
| Того Игава        | Тинг Уанг – ментор на Инглиш в Тибет и спящ агент на MI7                  |
| Марк Иванир       | Артем Карленко – бивш двоен агент на руското КГБ                          |
| Лобо Чан          | Сянг Пинг – министър-председател на Китай                                 |